# Посёлок имени Мичурина (Татарстан)
Имени Мичурина — поселок в Лениногорском районе Татарстана. Административный центр Мичуринского сельского поселения.

## География
Находится в юго-восточной части Татарстана на расстоянии приблизительно 38 км на запад по прямой от районного центра города Лениногорск.

## История
Основан в 1923 году переселенцами из села Старый Кувак как поселок Красный Ключ, назывался также поселком им. Микояна (1937—1959).

## Население
Постоянных жителей было: в 1958—464, в 1970—551, в 1979—467, в 1989—371, в 2002 году 326 (татары 61 %, чуваши 31 %), в 2010 году 310.